# Ketylradikal

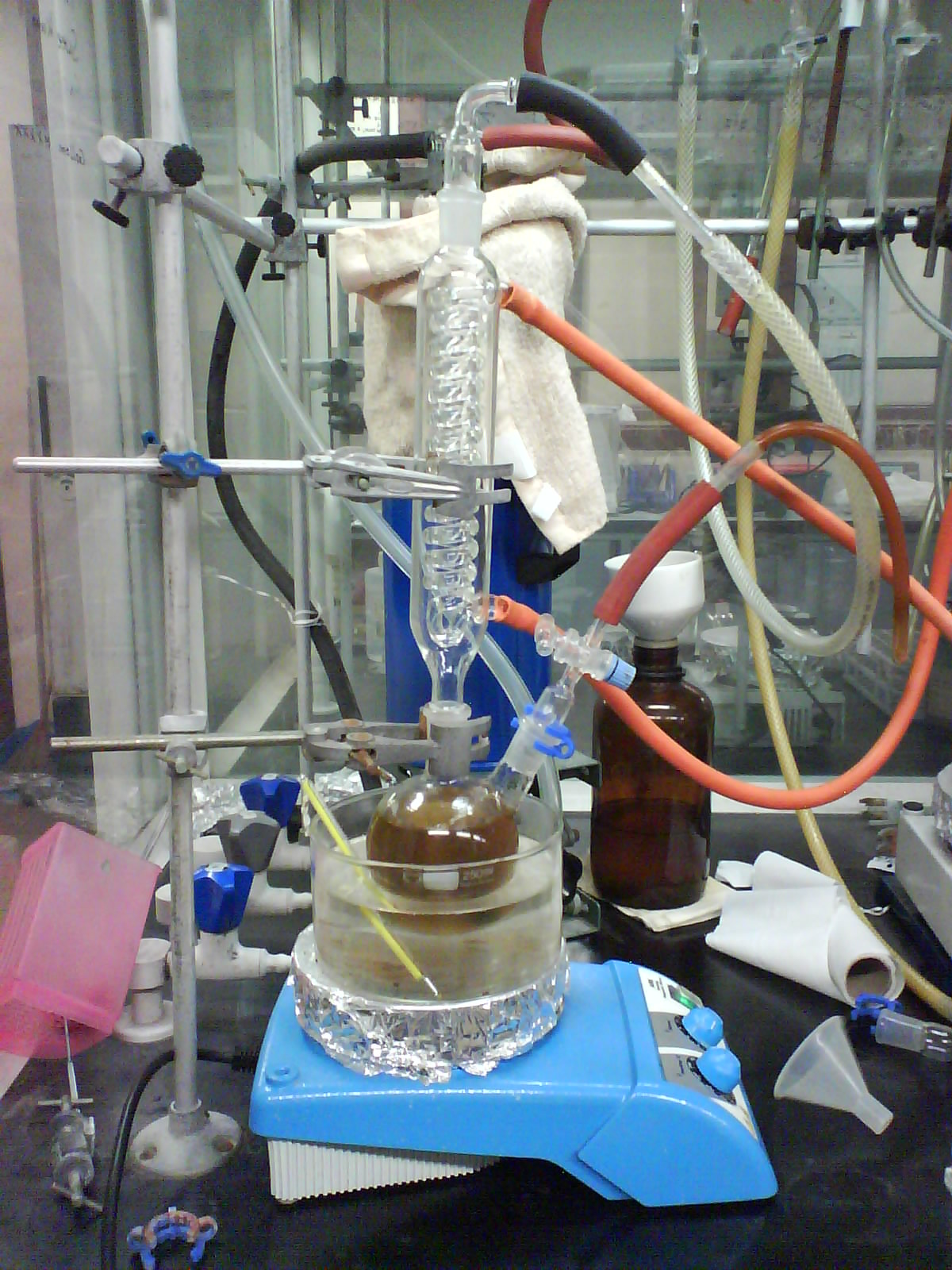
Toluol mit Natrium & Benzophenon: Vor Erhitzen farblos.

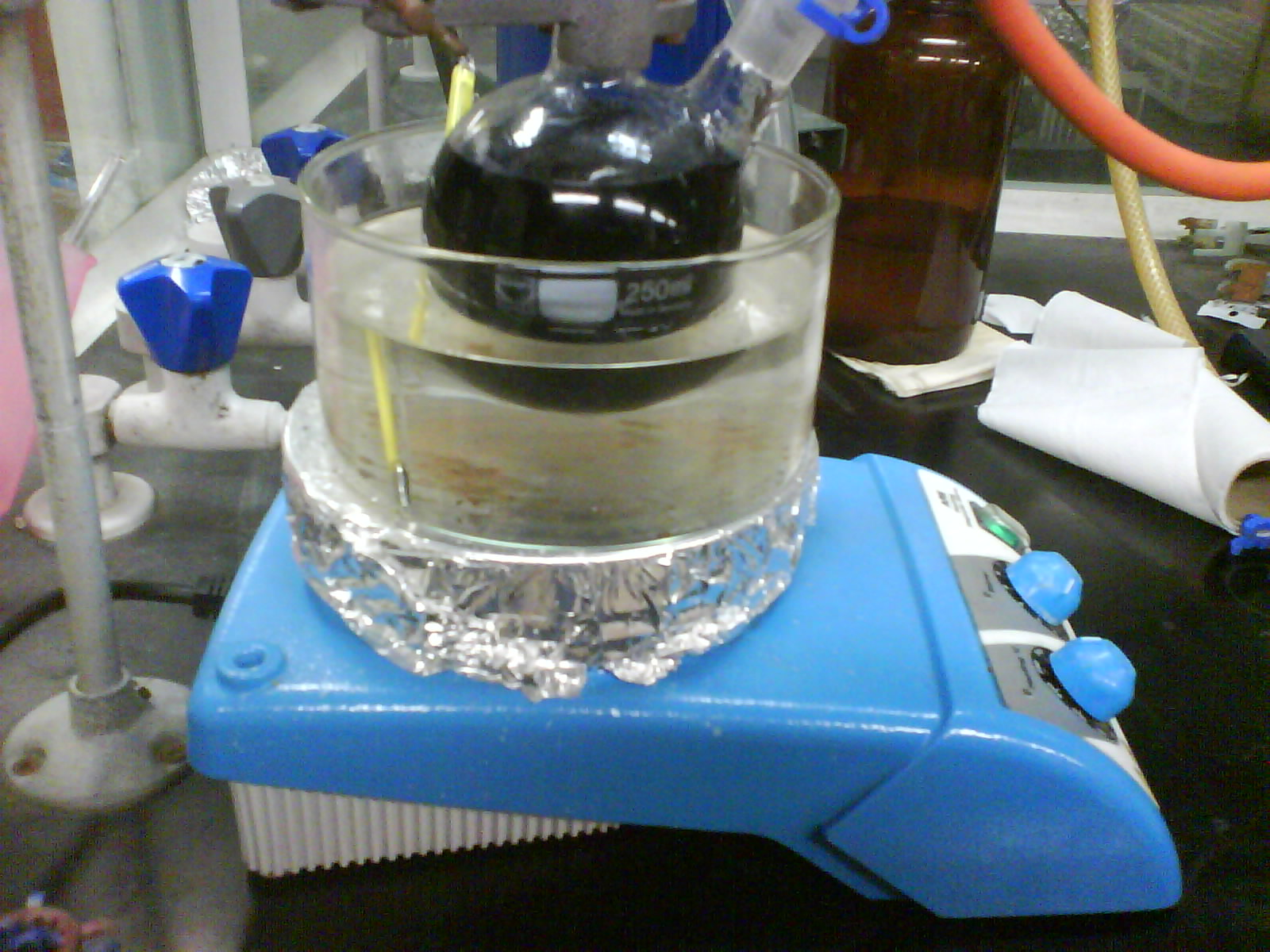
Nach mehrstündigem Erhitzen: Die tiefblaue Farbe des Benzophenyl-Ketyls beweist die Abwesenheit von Sauerstoff und Wasser im Toluol.

Als Ketylradikale – auch Ketyle oder Metallketyle – bezeichnet man in der organischen Chemie Radikalanionen, die sich von Ketonen ableiten und in mehreren mesomeren Grenzstrukturen auftreten:
Ketyle sind wenig beständig und treten meist als sehr reaktive Zwischenverbindungen auf. Sie bilden sich durch Einelektronenübertragung (SET = single electron transfer) von Alkalimetallen auf Carbonylgruppen. Beispielsweise nutzt man die Reduktion von Benzophenon durch Natrium zum intensiv blau gefärbten Ketyl in Lösemitteln zum Nachweis, dass diese absolut wasserfrei sind.
Ketyle sind Zwischenstufen der Pinakol-Kupplung, der Acyloin-Kondensation und der McMurry-Reaktion.
Im Labor findet das Ketylradikal des Benzophenons als Indikator bei der Absolutierung von Lösungsmitteln mit Natrium Anwendung. Die Abwesenheit von Wasser und Sauerstoff wird durch die tiefblaue Farbe des mesomeriestabilisierten Ketylradikals angezeigt.
In der Praxis wird das zu absolutierende Lösungsmittel, z. B. Toluol, dazu unter Schutzgas mit elementarem Natrium und einer kleinen Menge Benzophenon so lange (Stunden bis Tage) unter Rückfluss erhitzt, bis die Blaufärbung deutlich wird. Da das im Überschuss zugesetzte Natrium mit dem (eventuell) im Lösungsmittel enthaltenen Wasser zu Natriumhydroxid und mit dem Sauerstoff zu Natrium(per-)oxid reagiert, wird nach deren vollständiger Umsetzung ein Elektron vom Natrium auf das Benzophenon übertragen und das farbige Ketylradikal ausgebildet. Unter Umständen und je nach Art der weiteren Verschmutzungen muss die Lösung im absolutierten Zustand nicht zwangsläufig eine blaue Färbung aufweisen, da durch Nebenreaktion auch andere Farben zustande kommen können.
Auf diese Weise absolutierte Lösungsmittel werden als „ketyliert“ und der auf der rechten Seite abgebildete Geräteaufbau als „Ketyle“ bezeichnet. In vielen Laboren gibt es extra dafür eingerichtete Räume oder einzelne Abzüge, in denen Ketylen im Dauerbetrieb laufen, um fortwährend absolutierte Lösungsmittel zur Verfügung zu haben und durch den Verzicht auf ständiges Ab- und Wiederaufbauen ganzer Apparaturen zu verhindern, dass durch Luftfeuchtigkeit der Reinigungsprozess verlängert oder bereits absolutiertes Lösungsmittel wieder Wasser und Sauerstoff aufnimmt.
Während der Fermentation von Leucin durch das pathogene Bakterium Clostridium difficile wird während einer enzymatischen Dehydratisierung durch eine 2-Hydroxyacyl-CoA Dehydratase ein Ketylradikal erzeugt. Hierdurch kann die partiell positive Ladung des Thioestercarbonyls umgepolt werden, was die Abspaltung der α-Hydroxylgruppe ermöglicht. Das nun erheblich saurere β-Wasserstoff des Enoxyradikals kann deprotoniert werden, es entsteht ein Allylketylradikal.